# بخش سوبارناپور
بخش سوبارناپور (به انگلیسی: Subarnapur district) یک بخش در هند است که در اودیسا واقع شده‌است. بخش سوبارناپور ۲٬۲۸۴٫۴ کیلومتر مربع مساحت و ۵۴۱٬۸۳۵ نفر جمعیت دارد.